# Dmitrij Muratov
Dmitrij Andrejevitj Muratov (ryska: Дмитрий Андреевич Муратов), född 30 oktober 1961 i Samara, är en rysk journalist. Han är chefredaktör för den ryska tidningen Novaja Gazeta.
Dmitrij Muratov var, tillsammans med ett 50-tal kollegor, med och startade Novaja Gazeta den 1 april 1993. Han var tidningens redaktör från 1995 till 2017 och åter från 2019. Han har också varit tv-programledare.
Muratov har utmärkt sig som en tydlig kritiker till den auktoritära utvecklingen i Ryssland och till annekteringen av Krim 2014. Han stödde protesterna i Belarus 2020–2021. Muratov är medlem i partiet Jabloko.
I september 2023 definierade de ryska myndigheterna Muratov som "utländsk agent", vilket väsentligt inskränker hans möjligheter att verka som journalist.

## Priser och utmärkelser
Dmitrij Muratov har tilldelats flera priser för sitt arbete för press- och yttrandefrihet. Bland annat tilldelades han 18 januari 2010 Hederslegionen, Frankrikes mest prestigefulla utmärkelse, i klassen chevalier (riddare).
Han tilldelades Nobels fredspris 2021. Han delade priset med den amerikansk-filippinska journalisten Maria Ressa. År 2022 sålde han sin nobelmedaljong för drygt en miljard kronor, till förmån för ukrainska barn på flykt.